# Pierre Charland

Wappen von Pierre Charland

Pierre Charland OFM (* 20. Dezember 1962 in North Bay, Ontario) ist ein kanadischer römisch-katholischer Ordensgeistlicher und Bischof von Baie-Comeau.

## Leben
Pierre Charland erwarb zunächst an der Universität Ottawa einen Bachelor in Sozialwissenschaften mit dem Schwerpunkt Psychologie. Er trat der Ordensgemeinschaft der Franziskaner bei und legte 1991 die erste sowie am 12. Mai 1996 die ewige Profess ab. Er studierte Philosophie und Theologie am Dominikanerkolleg in Ottawa. 1998 erwarb er einen Master in Theologie an der Universität Montreal, an der er 2005 im selben Fach promoviert wurde. Im selben Jahr erwarb er zudem an der Universität Straßburg in katholischer Theologie einen weiteren Doktortitel. Bereits ab 2001 gehörte er dem Provinzrat an und war Generalvisitator für die Ordensprovinzen von Westkanada sowie von Frankreich und Belgien. Am 7. Oktober 2011 wurde er in der Franziskuskirche in Montréal zum Diakon geweiht. Der Erzbischof von Montréal, Christian Lépine, spendete ihm am 22. Juni 2012 in der Franziskanerkapelle in Montréal das Sakrament der Priesterweihe.
Von 2012 bis 2017 war er Pfarrer der Pfarrei St. Franziskus in Montréal und anschließend Provinzialminister der Franziskanerprovinz von Ostkanada. Nach der Zusammenlegung der beiden kanadischen Franziskanerprovinzen wurde er 2018 Provinzial der neuen Provinz für ganz Kanada. 2022 wurde er in diesem Amt bestätigt. Außerdem gehörte er ab 2018 dem Exekutivkomitee der kanadischen Ordensleutekonferenz an, deren Vizepräsident er 2023 wurde. Daneben lehrte er Theologie und Religionswissenschaft an der Universität Montreal und am Pastoralinstitut der Dominikaner.
Papst Franziskus ernannte ihn am 18. Februar 2025 zum Bischof von Baie-Comeau. Der Erzbischof von Rimouski, Denis Grondin, spendete ihm am 28. Mai desselben Jahres in der Kathedrale von Baie-Comeau die Bischofsweihe. Mitkonsekratoren waren der Bischof von Trois-Rivières, Martin Laliberté PME, und sein Amtsvorgänger als Bischof von Baie-Comeau, Jean-Pierre Blais.